# Lovebugs
Lovebugs — швейцарская брит-поп-группа из Базеля, основанная в 1992 Адрианом Зибером, Себастьяном Хаусманном и ударником Джули. Коллектив стал одним из наиболее успешных швейцарских групп, имея три альбома, покорившие вершину национального чарта.
Группа представляла Швейцарию с песней «The Highest Heights» («Предельная высота») на конкурсе песни «Евровидение-2009», проходившем в Москве, но не смогла дойти до финала, выбыв в полуфинале.

## Состав

### Текущий
- Адриан Зибер (вокал) — с 1992
- Томас Рихбергер (гитара) — с 1998
- Флориан Зенн (басс) — с 2001
- Штефан Вагнер (клавишные, бэк-вокал) — с 2001
- Симон Рамзайер (барабаны) — с 1993

Зибер является автором текстов песен, Рамзайер — режиссёром видеоклипов.

### Бывшие участники
- Себастьян Хаусманн (бас) — 1992—2001
- Джули Лаггер (барабаны)  — 1992—1993

## Дискография
| Студийные альбомы - 1994: Fluff - 1995: Tart - 1996: Lovebugs - 1997: Lovebugs (remix album) - 1999: Live via satellite — the radio X-Session - 2000: Transatlantic Flight - 2001: Awaydays - 2003: 13 Songs With A View - 2005: Naked (Unplugged) - 2006: In Every Waking Moment - 2009: The Highest Heights - 2012: Life Is Today - 2016: Land Ho! - 2025: Heartbreak City | Синглы - 1998: Angel Heart - 1999: Under My Skin - 2000: Bitter Moon - 2001: Music Makes My World Go Round - 2001: Coffee And Cigarettes - 2002: Flavour Of The Day - 2003: A Love Like Tides - 2006: The Key - 2006: Avalon (feat. Lene Marlin) - 2006: Listen to the Silence - 2006: Back to Life - 2009: 21st Century Man - 2009: The Highest Heights - 2009: Shine - 2012: Truth Is - 2012: Little Boy (feat. Søren Huss) - 2012: Jennifer Beals - 2012: Fortuna! - 2016: Land Ho! |